# Phillip Colella
Phillip Colella est un mathématicien appliqué américain et membre du Applied Numerical Algorithms Group du Laboratoire national Lawrence-Berkeley. Il est connu pour ses contributions fondamentales au développement de méthodes mathématiques et d'outils numériques utilisés pour résoudre des équations aux dérivées partielles, notamment des schémas de raffinement de maillage adaptatif et à haute résolution. Colella est membre de l'Académie nationale des sciences des États-Unis.

## Carrière
Colella obtient son baccalauréat en 1974, sa maîtrise en 1976 et son doctorat en 1979 sous la direction d'Alexandre Chorin, de l'Université de Californie à Berkeley en mathématiques appliquées. Il commence sa carrière de chercheur au Laboratoire national Lawrence-Berkeley, Université de Californie. Son principal domaine de recherche concerne le développement de schémas à haute résolution et de méthodes de raffinement de maillage adaptatif pour la solution d'équations aux dérivées partielles. Il applique également des méthodes de calcul dans divers domaines scientifiques et techniques, notamment les écoulements incompressibles à basse vitesse, la théorie des ondes de choc, la combustion, la magnétohydrodynamique et les écoulements astrophysiques. Colella dirige également un projet dans le cadre des technologies informatiques pour les sciences de la Terre et de l'espace de la NASA, appelé "Block-Structured Adaptive Mesh Refinement Methods for Multiphase Microgravity Flows and Star Formation".
Colella est membre de la Académie nationale des sciences depuis 2004 et Fellow de la Society for Industrial and Applied Mathematics (SIAM). Il est récipiendaire de nombreuses distinctions, dont le Prix Sidney-Fernbach de l'IEEE Computer Society en 1998, décerné chaque année à une personne qui a apporté "une contribution exceptionnelle à l'application d'ordinateurs hautes performances utilisant des approches innovantes". Il reçoit également le prix SIAM / ACM (avec John B. Bell (en)) pour la science et l'ingénierie computationnelles en 2003.